# Steve Rachmad
Steve Rachmad (* 19. November 1969 in Amsterdam; bürgerlich Steve Jerome Rachmad) ist einer der bekanntesten Techno-DJs und Produzenten der Niederlande. Er wird von vielen als der Vater des holländischen Detroit Techno bezeichnet. Seine Musik zeichnet sich durch tiefe, tragende Melodien und schnelle gleichmäßige Beats aus.
Bereits im Alter von 12 Jahren begann sich Rachmad für das Mixen von Schallplatten zu interessieren. Mit 15 begann er als DJ in einem kleinen Amsterdamer Club aufzulegen. Zur selben Zeit legte er mit dem Kauf eines TR 808-Drumcomputers den Grundstein für seine Produzenten-Karriere und Mitte der 1980er erschien seine erste Veröffentlichung. Auch heute noch besteht sein Studio-Equipment zum Großteil aus analogen Geräten.
Rachmad wurde ebenfalls unter seinen zahlreichen Pseudonymen bekannt. Zu seinen wichtigsten Projekten zählen sterac, Ignacio, Dreg, Parallel 9 und Adverse Match.